# Liste der Baudenkmale in Oldenburg (Oldb) – Bahnhofstraße
In der Liste der Baudenkmale in Oldenburg (Oldb) – Bahnhofstraße stehen alle Baudenkmale der Bahnhofstraße in Oldenburg (Oldb).  Die Quelle der IDs und der Beschreibungen ist der Denkmalatlas Niedersachsen.
Der Stand der Liste ist das Jahr 2022(8).

## Allgemein
In den Spalten befinden sich folgende Informationen:
- Lage: die Adresse des Baudenkmales und die geographischen Koordinaten. Kartenansicht, um Koordinaten zu setzen. In der Kartenansicht sind Baudenkmale ohne Koordinaten mit einem roten Marker dargestellt und können in der Karte gesetzt werden. Baudenkmale ohne Bild sind mit einem blauen Marker gekennzeichnet, Baudenkmale mit Bild mit einem grünen Marker.
- Bezeichnung: Bezeichnung des Baudenkmales
- Beschreibung: die Beschreibung des Baudenkmales. Unter § 3 Abs. 2 NDSchG werden Einzeldenkmale und unter § 3 Abs. 3 NDSchG Gruppen baulicher Anlagen und deren Bestandteile ausgewiesen.
- ID: die Objekt-ID des Baudenkmales
- Bild: ein Bild des Baudenkmales, ggf. zusätzlich mit einem Link zu weiteren Fotos des Baudenkmals im Medienarchiv Wikimedia Commons. Wenn man auf das Kamerasymbol klickt, können Fotos zu Baudenkmalen aus dieser Liste hochgeladen werden:

Zurück zur Hauptliste
| Lage                                        | Bezeichnung                                           | Beschreibung | ID       | Bild |
| ------------------------------------------- | ----------------------------------------------------- | --- | -------- | ---- |
| Bahnhofstraße 3 53° 8′ 31″ N, 8° 13′ 5″ O   | Wohn-/ Geschäftshaus                                  | Zweigeschossiger Putzbau unter Walmdach. Im EG Ladenzone, zentraler Eingang flankiert von großen Schaufenstern. Im OG zwei Gruppen von zwei Fenstern. Putzgliederung: Quaderung, unten mit tiefen und oben mit feineren Fugen, geschossteilendes Gesims, oben Fensterrahmungen, florale Brüstungsreliefs und Ädikulen, Rankenfries unter der Traufe. Erbaut 1879–1880, Architekt Carl Friedrich Spieske. | 37452145 | BW   |
| Bahnhofstraße 4 53° 8′ 32″ N, 8° 13′ 6″ O   | Wohnhaus                                              | Eineinhalbgeschossiger giebelständiger Putzbau von vier Achsen über Sockelgeschoss mit Drempel unter Satteldach (Typus „Oldenburger Hundehütte“). Auf der rechten Seite ehemals zurückliegender Vorbau mit Eingang. Später mit neuer Fassade versehen, dabei Eingangsteil in Flucht vorgezogen. Betont flache Fassade mit sparsamer Putzgliederung (nur einzelne horizontale Bänder und Bekrönungen), geometrisierende Fensterformen und barockisierender Schweifgiebel. Erbaut 1879, Fassade 1911, Architekt Heinrich Früstück d. J. | 37452168 | BW   |
| Bahnhofstraße 5 53° 8′ 32″ N, 8° 13′ 7″ O   | Wohnhaus                                              | Zweigeschossiger Putzbau von fünf Achsen über Kellersockel unter Walmdach. Im Erdgeschoss links Einfahrt. Putzgliederung: am tiefe und am Erdgeschoss feine horizontale Fugen, horizontale Gesimse und Bänder, geschossteilendes Gesims mit Rankenfries, Fensterrahmungen, im OG mit Pilastern und dreieckigen Ädikulen, Konsolfries unter der Traufe. Gliederung an den Schmalseiten wiederholt. Erbaut 1878, Architekt: Gerhard Schnitger (zugeschr.) | 37452191 | BW   |
| Bahnhofstraße 7 53° 8′ 32″ N, 8° 13′ 9″ O   | Oldenburger Feuerversicherungs-Gesellschaft           | Eckhaus zur Rosenstraße, ehemalige Zentrale der Oldenburger Feuerversicherungs-Gesellschaft. Zweigeschossiger Backsteinbau mit Werksteingliederung über Sockelgeschoss unter Walmdach. Zur Bahnhofstraße drei Achsen, im EG mittig Portal, davor Freitreppe (verändert), links zur Rosenstraße acht Achsen. Sockelgeschoss mit Rustikaquadern verblendet. Gerahmte Rundbogenfenster (zur Bahnhofstraße zusätzlich in rechteckigen Wandfeldern) und Ecklisenen mit Scheinquaderung, am Portal kräftiger und mit Kugeln besetzt. Im OG Balusterbrüstungen und ionische Pilaster, abschließend mächtiges Kranzgesims mit Konsolfries. Erbaut 1878–1879, Architekt Gerhard Schnitger. | 37419582 | BW   |
| Bahnhofstraße 12 53° 8′ 35″ N, 8° 13′ 13″ O | Wohn- und Kontorhaus Anton Meyer                      | Zweigeschossiger Putzbau von vier Achsen unter Walmdach. EG mit zwei rundbogigen Fenstern mittig und seitlich je einem Eingang, OG mit vier hochrechteckigen Fenstern. Putzgliederung: unten Quaderung mit tief ausgebildeten Fugen, Keilsteine um die Öffnungen und Kämpferprofil sowie abschließendes Gesims, oben Quaderung mit feinen Fugen, Fensterrahmung mit Balusterbrüstungen und segmentbogigen Ädikulen, abschließend Kranzgesims mimt Konsolen. EG ehemals als Kontor und OG als Wohnung dienend. Erbaut 1879 als Wohn- und Bürohaus des Hofbaumeisters Gerhard Schnitger, schon kurz danach dem Fabrikanten Anton Meyer gehörend.                                    | 37452214 | BW   |
| Bahnhofstraße 12 53° 8′ 34″ N, 8° 13′ 14″ O | Anton Meyer Kupfer- und Messingwaren (Kesselschmiede) | Rückwärtig an das Wohn- und Kontorhaus angebautes Werkstatt-/Fabrikgebäude der Firma Anton Meyer. Eingeschossiger langgestreckter Putzbau mit Rundbogenfenstern, beidseitig übergiebelte Risalite am Anfang und Ende des Gebäudes. Erbaut 1879 oder wenig später, Architekt Johann Wempe. | 37476100 | BW   |
| Bahnhofstraße 17 53° 8′ 33″ N, 8° 13′ 7″ O  | Wohnhaus                                              | Doppelhaus in symmetrischer Gestaltung mit Nr. 18. Zweigeschossiger dreiachsiger Putzbau über Sockelgeschoss unter Satteldach. Links polygonaler eingeschossiger Standerker, darüber Balkon. Rechts flacher Risalit mit Eingang und Freitreppe. Putzgliederung: horizontale, am Erker verkröpfte Gesimse, Fensterrahmungen, im Obergeschoss Ädikulen, Traufgesims mit Zahnschnitt. Erbaut 1877–1878, Architekt Friedrich Wilhelm Adels. | 37455884 | BW   |
| Bahnhofstraße 18 53° 8′ 33″ N, 8° 13′ 7″ O  | Wohnhaus                                              | Doppelhaus in symmetrischer Gestaltung mit Nr. 17. Zweigeschossiger dreiachsiger Putzbau über Sockelgeschoss unter Halbwalmdach. Rechts polygonaler eingeschossiger Standerker, darüber Balkon. Links flacher Risalit, Eingang dort ursprünglich im Erdgeschoss mit Freitreppe, später ins Souterrain verlegt. Putzgliederung: horizontale, am Erker verkröpfte Gesimse, Fensterrahmungen, im Obergeschoss Ädikulen, Traufgesims mit Zahnschnitt. Jüngere Schleppgaupe. Erbaut 1877–1878, Architekt Friedrich Wilhelm Adels. | 37476154 | BW   |